# Good Boy (2025)
Good Boy ist ein Horror-Thriller und das Spielfilmdebüt von Ben Leonberg. Der Film mit einem Hund als Titelheld / Protagonist und Shane Jensen als sein sterbenskrankes Herrchen, das er vor übernatürlichen Mächten zu beschützen versucht, feierte Anfang März 2025 beim South by Southwest Film Festival seine Premiere.

## Handlung
Der sterbenskranke Todd hat seinen Hund Indy als Welpe bekommen und lebt mit ihm in einer engen Stadtwohnung. Als sie in das abgelegene Haus seines verstorbenen Großvaters ziehen, ist nicht nur Todds Schwester Vera besorgt, auch Indy ist von dem was er dort spürt und sieht verängstigt. Todd hingegen kann nichts sehen, wenn sein treuer Hund leere Ecken anbellt. Bei gemeinsamen Spaziergängen über den nahegelegenen Friedhof, auf dem Todds meist sehr jung verstorbene Verwandten begraben sind, fühlt sich Indy auch nicht viel wohler. Im Haus hat der Hund eine Erscheinung von Todds Großvater, der Jahre zuvor in diesem gestorben ist. Als Indy den Geist eines anderen Hundes sieht, lässt ihn das völlig ausflippen.
Als sich Todds Zustand verschlechtert, versucht Indy herauszufinden, was hier gerade passiert. Er hat Angst, die übernatürlichen Mächte könnte seinen Lieblingsmenschen dahinraffen.

## Produktion

### Filmstab, Besetzung und Konzept
„Ich denke, im Grunde geht es in allen Geistergeschichten um Sterblichkeit – was mit uns nach dem Tod passiert, die Unfähigkeit loszulassen oder die Angst vor dem „Jenseits“. [...] Aber mich hat immer mehr interessiert, wie unsere Hunde die menschliche Sterblichkeit erleben würden.“

Regie führte Ben Leonberg, der gemeinsam mit Alex Cannon auch das Drehbuch schrieb. Es handelt sich bei Good Boy um Leonbergs Spielfilmdebüt. Zuvor führte er bei einer Reihe von Kurzfilmen Regie, darunter Bare Thoughts, Dead Head, The Fisherman’s Wife und Bears Discover Fire.

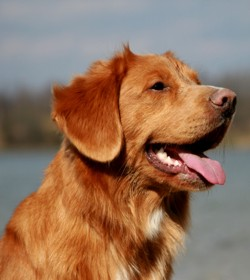
Indy ist ein Nova Scotia Duck Tolling Retriever

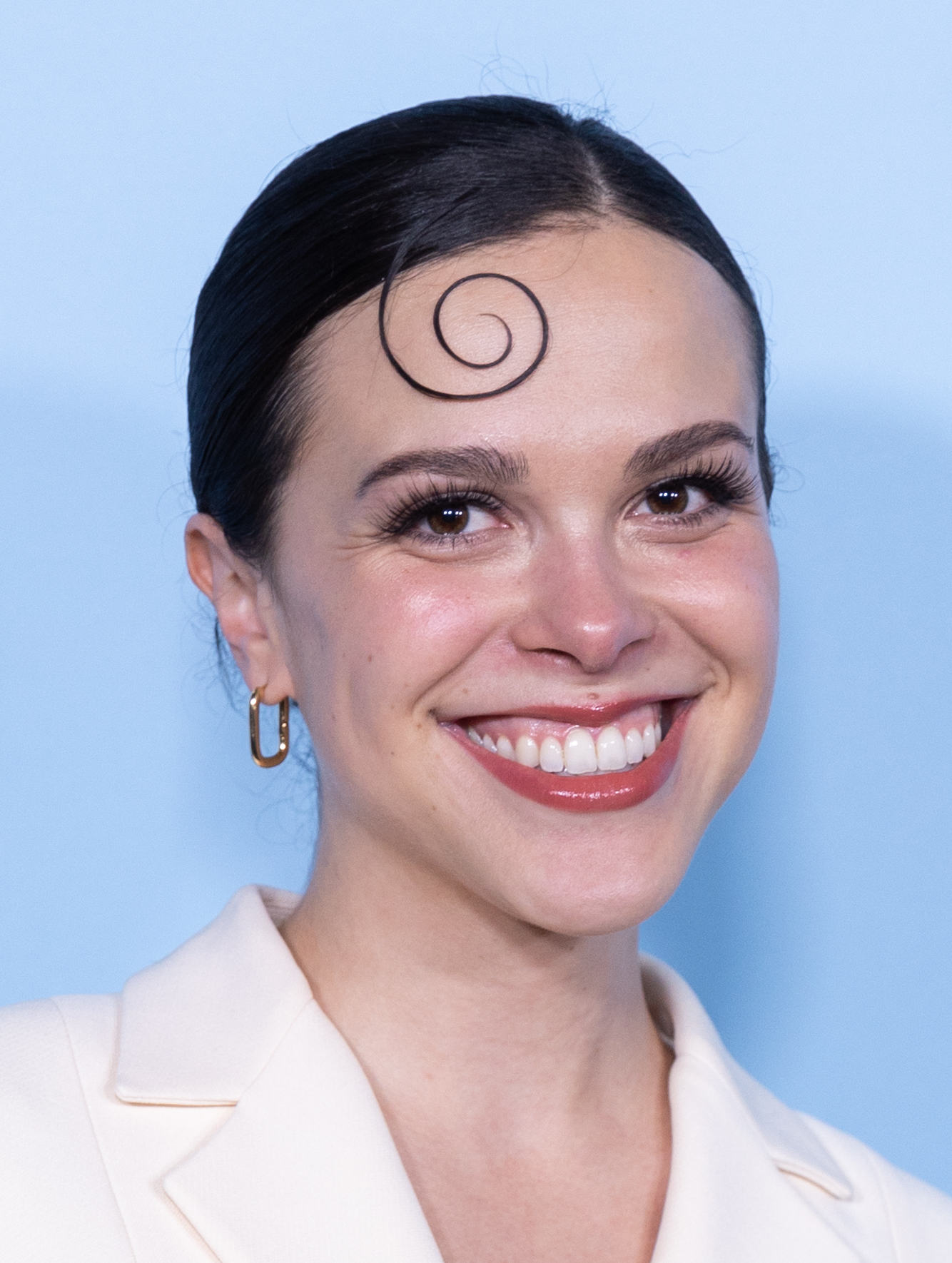
Arielle Friedman spielt Todds Schwester Vera

Bei Indy handelt es sich um Leonbergs Hund, einen Nova Scotia Duck Tolling Retriever. Als sein „Stunt-Double“ kam ein Plüschhund namens „Findy“ zum Einsatz. Shane Jensen spielt Indys sterbenskrankes Herrchen Todd. Arielle Friedman spielt Todds Schwester Vera. Stuart Rudin ist in der Rolle des Nachbarn Mr. Downs zu sehen und Larry Fessenden  in der Rolle des verstorbenen Großvaters, der in VHS-Aufnahmen auf veralteten Fernsehern erscheint.
Der Film ist größtenteils aus Indys Perspektive in dessen Augenhöhe gedreht. Leonberg hatte dieses Konzept von Anfang an, wie in Poltergeist, in dem am Anfang der Golden Retriever der Familie die Geister deutlich vor allen anderen wahrnehmen kann. Weil dieses Fähigkeit in unzähligen Horrorfilmen auftaucht, wollte der einen Film aus der Perspektive eines Hundes drehen und bezeichnet Good Boy selbst als „Spukhausfilm aus einer völlig neuen Perspektive“. Indy habe von Natur aus diesen intensiven, starren Blick, mit dem er ihn normalerweise vor dem Essen anblickt. Wenn er jedoch mit demselben Blick einfach nur in leere Ecken starrt oder Gerüchen folgt, die nur er wahrnehmen kann, sei das wirklich unheimlich, so der Regisseur. Daher zeigt er in seinem Film beispielsweise Aufnahmen eines „leeren“ Raums; die Vorstellungskraft übernehme den Rest und lasse es wie Indys Sichtweise wirken.
Die erzählerischen Informationen erhält der Zuschauer über Telefongespräche und VHS-Kassetten sowie einigen Rückblenden. Leonberg beschreibt die Mission, auf die er Indy schickte, ähnlich der des Hunde-Protagonisten in Jack Londons Wolfsblut und Ruf der Wildnis.

### Dreharbeiten und Training
Die Dreharbeiten für Good Boy fanden über einen Zeitraum von drei Jahren an über 400 Tagen statt. Der Regisseur und seine Ehefrau Kari Fischer, die Produzentin des Films, wohnten während der gesamten Zeit in dem Häuschen im Wald, das als Drehort diente. Eine der wichtigsten literarischen Referenzen für die Geschichte und die Gestaltung des Hauses war Edgar Allan Poes Der Untergang des Hauses Usher, so Leonberg. Viele Aufnahmen entstanden unter dem Einsatz einer Regenmaschine und bei echtem Nebel. Als Kameramann fungierte Wade Grebnoel.
Der Regisseur hatte jahrelang im Bereich Virtual Reality gearbeitet und den Großteil des Compositings für Good Boy selbst übernommen. Da er während der Dreharbeiten gleichzeitig als Indys Trainer vor der Kamera stehen musste, in derselben Einstellung wie sein Hund, entfernte er sich in der Postproduktion selbst aus den Aufnahmen. Er und seine Ehefrau entwickelten eine ganz eigene Methode des Filmemachens, drehten mit ihrem Hund nur wenige Einstellungen täglich oder bereiteten ihn lediglich auf zukünftige Szenen vor. Leonberg war es wichtig, dass sich der Zuschauer mit Indy identifizieren kann und ihn als echten Hund mit typischen Reaktionen wahrnimmt.

### Filmmusik und Veröffentlichung
Die Filmmusik komponierte Sam Boase-Miller. Er war Solocellist des Manhattan Symphonieorchesters und gründete mit seinen drei besten Freunden Erik Saras, Dan Lovley und Brian Goodheart in New York die Marsfall LLC, später Status Report Productions. Das Soundtrack-Album wurde Ende Juli 2025 von SSL als Download veröffentlicht und ist auch als CD verfügbar.
Die Premiere des Films war am 8. März 2025 beim South by Southwest Film Festival. Im Vorfeld sicherte sich Verve Ventures die weltweiten Rechte. Anfang April 2025 wurde Good Boy beim Overlook Film Festival gezeigt und im Mai 2025 beim Seattle International Film Festival. Ab Mitte Juli 2025 erfolgten Vorstellungen beim Fantasia International Film Festival. Im August 2025 wird der Film beim Sidewalk Film Festival gezeigt. Anfang September 2025 soll Good Boy das Fantasy Filmfest eröffnen. Im September 2025 wird der Film beim Toronto International Film Festival und beim Internationalen Filmfest Oldenburg gezeigt und im Oktober 2025 beim Sitges Film Festival. Im weiteren Verlauf des Jahres 2025 soll er in die deutschen Kinos kommen.

## Rezeption

### Kritiken
Von den bei Rotten Tomatoes aufgeführten Kritiken sind 95 Prozent positiv.
Nate Richard schreibt in seiner Kritik für collider.com, Regisseur Ben Leonberg setze die Persönlichkeit seines liebenswerten Hundes wirkungsvoll in Szene, was zur Folge habe, dass man Indy nicht nur liebt, weil er süß ist. Im Laufe des Films lerne er endlich seine Ängste zu überwinden und loszulassen. Während die Themen Trauer und die Auseinandersetzung mit den eigenen Ängsten, insbesondere in der exzellenten Schlussszene, gut dargestellt würden, wirkten die fünf Minuten davor, in denen der Film seinen einzigartigen Ton verliere, im Vergleich zum Rest etwas unpassend und erinnerten an Insidious. Aufgrund der kurzen Laufzeit von Good Boy könne man sich leicht darauf einlassen, dass Indy der alleinige Mittelpunkt des Films ist und man mit wenigen Ausnahmen nur das Gesicht des Hundes, aber nicht der Menschen sieht. So sei Leonberg mit seinem Debüt und den riskanten, jedoch vielversprechenden Ansätzen ein Horrorfilm mit einem süßen Hund gelungen, der nicht nur Grusel, sondern auch Herz hat.

### Auszeichnungen
Overlook Film Festival 2025
- Lobende Erwähnung beim Scariest Feature Film Award[18]

Seattle International Film Festival 2025
- Very Special Mention bei den Golden Space Needle Audience Awards (der Hund Indy)[19]